# 知海

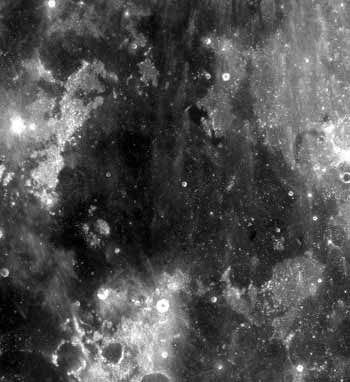
知海. 弗拉·毛罗环形山在右上角灰色区。

知海（拉丁文：Mare Cognitum）是月球正面位于风暴洋第二环内一座盆地或大陨石坑里的月海。它西北坐落的里菲山脉是已被掩埋的撞击坑或盆地的部分边缘。该月海原先没有名称，1964年因被选定为徘徊者7号空间探测器的撞击目标获名。徘徊者7号是美国首艘发回近距离月表照片的航天器。 

## 在质起源
知海盆地地层隶属于早雨海世，而月海大部分的玄武岩地层则为晚雨海世。

## 人类探索
1964年7月31日，世界时13点25分48秒，徘徊者7号月球探测器在结束拍摄任务后，撞击在知海表面；1967年4月20日和1969年11月24日美国勘测者3号和阿波罗12号也曾先后降落在它的北岸附近。1971年2月9日，阿波罗14号所登陆在的弗拉·毛罗建造露头，也位于知海附近。

## 知海基地
阿波罗12号着陆地点位于知海中勘测者3号坠落点附近处，被称为“知海基地”。选择该降落点主要是为论证未来阿波罗任务在月表精确着陆的能力，因此，任务规划者使用勘测者3号作为目标着陆点。另外，也因为该地区月表相对平整（鉴于它在月海表面的位置）且接近月球赤道（从燃料消耗的角度确保相对容易抵达）。
从地质学上讲，宇航员注意到出现在该地区浅坑底部表岩屑中的玻璃，以及后来地质学家甄别出的从哥白尼纪陨坑中喷发出的浅色地层物 。采样的哥白尼纪喷出物表明：哥白尼纪的撞击时间大约发生在8亿年前，但地质学家们认为这一分析结果并不确定。阿波罗12号宇航员也注意到了存在类似于阿波罗11号宇航员在静海基地所看到的小型浅长洼地（沟槽或凹槽）；1970年，休梅克等人初步总结出，这些特征反映了下层基岩中的裂缝方向和位置，细粒物质沉入其中，从而形成了沟槽 。
总的来说，“知海基地”及周围区域的颜色比静海基地略为偏红（地质学家后来发现这是阿波罗12号岩石中含钛量较少的结果），而且陨石坑总体要比静海基地的要少。科学家推测阿波罗12号登陆区的岩石比阿波罗11号所在地的更年轻，阿波罗12号取回的样本也证实了这一点，与阿波罗11号的相比，这些样本中玄武岩更多而角砾岩较少，玄武岩比静海基地的地质龄要小5亿年左右，而地质学家们估计后者的年龄大约有36到38亿年。阿波罗11号和阿波罗12号所收集玄武岩的年龄差异表明，形成月球月海的火山活动并非在月球表面同时发生，而是在不同时间、不同地点发生的。